# 창의 인재 프로젝트 생각의 집
창의 인재 프로젝트 생각의 집은 매주 화요일 밤 11시 40분에 KBS 1TV로 방송되었던 한국방송공사의 텔레비전 프로그램이다.

## 기획 의도
중진국 트랩에 갇혀있는 우리나라를 선도해 선진국으로 이끌어갈 새로운 인재들을 양성하는 프로그램이다.

## 방송 시간
| 방송 채널 | 방송 기간                        | 방송 시간               |
| --------- | -------------------------------- | ----------------------- |
| KBS 1TV   | 2015년 4월 7일 ~ 2016년 1월 12일 | 화요일 밤 11:40 ~ 12:40 |

## 방송 회차

### 2015년
| 회차 | 방송일    | 제목 (원제)                                          |
| ---- | --------- | ---------------------------------------------------- |
| 1회  | 4월 7일   | 철학이란 무엇인가                                    |
| 2회  | 4월 14일  | 나는 무엇인가                                        |
| 3회  | 4월 21일  | 철학의 탄생                                          |
| 4회  | 4월 28일  | 정신이란 무엇인가                                    |
| 5회  | 5월 5일   | 당신은 누구인가                                      |
| 6회  | 5월 12일  | 인공지능과 인류의 미래                               |
| 7회  | 5월 19일  | 묻고 답하다                                          |
| 8회  | 5월 26일  | 대항해시대와 대분기                                  |
| 9회  | 6월 2일   | 복잡한 세상과 네트워크                               |
| 10회 | 6월 9일   | 잃어버린 지상 낙원을 찾아서                          |
| 11회 | 6월 16일  | 데이터 과학의 힘                                     |
| 12회 | 6월 23일  | 자연과 문명의 역사적 접근                            |
| 13회 | 6월 30일  | 데이터 과학의 응용 1                                 |
| 14회 | 7월 7일   | 문명화와 야만화                                      |
| 15회 | 7월 14일  | 데이터 과학의 응용 2                                 |
| 16회 | 7월 21일  | 철학이란 무엇인가                                    |
| 17회 | 8월 4일   | 서강대 철학과 최진석 교수 강의 스페셜                |
| 18회 | 8월 11일  | 뇌의 비밀                                            |
| 19회 | 8월 18일  | 근대 세계사 읽기                                     |
| 20회 | 8월 25일  | 네트워크와 데이터 과학                               |
| 21회 | 9월 1일   | 이미지의 시원과 구조                                 |
| 22회 | 9월 8일   | 예술, 삶 안에 들어있는 거대한 번데기                 |
| 23회 | 9월 15일  | 호모 그라피쿠스, 이미지를 사랑한 인간                |
| 24회 | 9월 22일  | 예술, 낯섦과 구원                                    |
| 25회 | 10월 6일  | 호모 스크립토르 - 쓰는 인간                          |
| 26회 | 10월 27일 | 예술과 무한한 세계                                   |
| 27회 | 11월 3일  | 호모 로쿠엔스 - 말하는 인간                          |
| 28회 | 11월 10일 | 예술과 정치                                          |
| 29회 | 11월 17일 | 누가 영웅인가?                                       |
| 30회 | 11월 24일 | 동아시아, 그 위대한 미적 세계                        |
| 31회 | 12월 1일  | 경전의 해석                                          |
| 32회 | 12월 8일  | 이슬람, 중세를 지배한 선진 문명                      |
| 33회 | 12월 15일 | 나는 나다 - 경계에서의 깨달음                        |
| 34회 | 12월 22일 | 서양의 중세와 근세, 자유와 부로 이룬 서양의 선진문명 |
| 35회 | 12월 29일 | 공감과 자비, 경계의 선물                             |

### 2016년
| 회차 | 방송일   | 제목 (원제)              |
| ---- | -------- | ------------------------ |
| 36회 | 1월 5일  | 현대, 신인류 문명의 서막 |
| 37회 | 1월 12일 | 낯섦                     |

## 지역 방송국 프로그램
다음 지역 방송국 프로그램은 화요일 밤 11시 40분에 방송된다.
| 방송국  | 지역   | 프로그램 | 진행자 |
| ------- | ------ | -------- | ------ |
| KBS춘천 | 강원도 | 올댓뮤직 | 이승열 |

## 시청률
- AGB 닐슨 미디어리서치

| 회차 | 방송 일자        | 전국 시청률 |
| ---- | ---------------- | ----------- |
| 1회  | 2015년 4월 7일   | 미집계      |
| 2회  | 2015년 4월 14일  | 미집계      |
| 3회  | 2015년 4월 21일  | 미집계      |
| 4회  | 2015년 4월 28일  | 2%          |
| 5회  | 2015년 5월 5일   | 2.3%        |
| 6회  | 2015년 5월 12일  | 1.3%        |
| 7회  | 2015년 5월 19일  | 1.7%        |
| 8회  | 2015년 5월 26일  | 미집계      |
| 9회  | 2015년 6월 2일   | 0.6%        |
| 10회 | 2015년 6월 9일   | 0.5%        |
| 11회 | 2015년 6월 13일  | 1.1%        |
| 12회 | 2015년 6월 23일  | 2%          |
| 13회 | 2015년 6월 30일  | 2%          |
| 14회 | 2015년 7월 7일   | 1.5%        |
| 15회 | 2015년 7월 14일  | 1.7%        |
| 16회 | 2015년 7월 21일  | 2%          |
| 17회 | 2015년 8월 4일   | 1.6%        |
| 18회 | 2015년 8월 11일  | 1.3%        |
| 19회 | 2015년 8월 18일  | 1.5%        |
| 20회 | 2015년 8월 25일  | 1.9%        |
| 21회 | 2015년 9월 1일   | 1.3%        |
| 22회 | 2015년 9월 8일   | 1.4%        |
| 23회 | 2015년 9월 15일  | 1.1%        |
| 24회 | 2016년 9월 22일  | 1.6%        |
| 25회 | 2015년 10월 6일  | 1.1%        |
| 26회 | 2015년 10월 27일 | 1.7%        |
| 27회 | 2015년 11월 3일  | 1.1%        |
| 28회 | 2015년 11월 10일 | 1.3%        |
| 29회 | 2015년 11월 17일 | 1.6%        |
| 30회 | 2015년 11월 24일 | 1.4%        |
| 31회 | 2015년 12월 1일  | 1.3%        |
| 32회 | 2015년 12월 8일  | 1.7%        |
| 33회 | 2015년 12월 15일 | 2.1%        |
| 34회 | 2015년 12월 22일 | 2.2%        |
| 35회 | 2015년 12월 29일 | 1.6%        |
| 36회 | 2016년 1월 5일   | 2%          |
| 37회 | 2016년 1월 12일  | 1.3%        |